# Critérios de Hill
Os Critérios de Hill foram propostos pelo epidemiologista e estatístico britânico Sir Austin Bradford Hill, e buscam caracterizar como causal uma associação entre uma exposição e uma doença ou condição de saúde.
São nove critérios, onde quanto mais critérios forem preenchidos, maior a chance de esta associação ser de "causa e efeito" :
1. Força da associação: quanto mais forte uma associação, mais provável que seja causal. A força da associação é medida pelo risco relativo ou pelo odds ratio
2. Consistência: a relação deve ser condizente com os achados de outros estudos
3. Especificidade: exposição específica causa a doença
4. Temporalidade: causa deve ser anterior à doença
5. Gradiente biológico (efeito dose-resposta): deve ser em gradiente, proporcionalmente ao estudo de caso controle
6. Plausibilidade biológica: A associação deve ter uma explicação plausível, concordante com o nível atual de conhecimento do processo patológico
7. Coerência: os achados devem seguir o paradigma da ciência atual
8. Evidências experimentais: Mudanças na exposição mudam o padrão da doença
9. Analogia: com outra doença ou com outra exposição